# Setanta compta
Setanta compta är en stekelart som först beskrevs av Thomas Say 1835.  Setanta compta ingår i släktet Setanta och familjen brokparasitsteklar. Utöver nominatformen finns också underarten S. c. marginata.